# Robert L. Smith (Entomologe)
Robert Lloyd Smith ist ein US-amerikanischer Entomologe.
Smith absolvierte seinen Biologie-Bachelor und -Master an der New Mexico State University und promovierte zum Ph.D. an der Arizona State University. Sein Interesse gilt der Evolution der Fortpflanzungsstrategien von Insekten, insbesondere der Konkurrenz zwischen Spermien, der parentalen Investition und dem Insektenei. In seinen Projekten untersucht er auch Termiten und Wasserwanzen (Heteroptera). Er ist Associate Professor an der University of Arizona.